# Hiroshima Toyo Carp
Les Hiroshima Toyo Carp (広島東洋カープ, Hiroshima Tōyō Kāpu) est une équipe japonaise de baseball évoluant dans la Ligue centrale.

## Histoire
Le club est fondé en 1949 lorsque le Championnat du Japon de baseball se réorganise en deux ligues pour la saison 1950. La préfecture d'Hiroshima décide de créer un club de baseball dans le cadre du processus de reconstruction de la ville après la dévastation due à la bombe atomique larguée quatre années auparavant. Le premier terrain de l'équipe est une installation financée par l'état japonais et l'absence de sponsor rend le recrutement difficile. Le gérant Hideichi Ishimoto supervise lui-même des joueurs pour constituer l'alignement de l'équipe. Lors des deux premières saisons, le club termine à la dernière place de la Ligue centrale.
En 1952, l'équipe termine à la sixième place juste devant les Shochiku Robins qui sont forcés par la Ligue à fusionner avec les Taiyo Whales pour réduire le nombre d'équipe à six. En juillet 1957, l'équipe s'installe dans son stade actuel, situé en face du Dôme de Genbaku, le mémorial de la paix d'Hiroshima. En 1960, le club termine pour la première fois avec un bilan supérieur à 0,500 (62 victoires pour 61 défaites).
En 1968, la compagnie Toyo Kogyo (aujourd'hui Mazda) devient le sponsor principal du club dont le nom devient Hiroshima Toyo Carp. L'équipe finit 3e à la fin de la saison, son meilleur classement depuis 1950, mais retourne à la dernière place la saison suivante. En 1973, le club change la couleur de ses uniformes et son logo qui devient un 'C' ressemblant à celui des Reds de Cincinnati en Ligue majeure de baseball. Deux ans plus tard, Joe Lutz est le premier gérant non-japonais engagé par le club. Malgré son départ en cours de saison, l'équipe remporte son premier titre de Ligue centrale et participe pour la première fois aux Japan Series où elle est balayée en 4 matchs par les Hankyu Braves. En 1978, l'équipe frappe plus de 200 circuits dans la saison, une première dans l'histoire du baseball japonais. Koji Yamamoto, Sachio Kinugasa, Jim Lyttle et Adrian Garrett font partie de l'alignement surnommé Akaheru (littéralement casque rouge en référence aux casques de protection aux couleurs du club) qui remporte deux Japan Series consécutives en 1979 et 1980. Le club remporte un troisième titre en 1984 sous la direction de Takeshi Koba. Ce dernier se retire après la saison 1985, et malgré ce départ, l'équipe remporte un nouveau titre de Ligue la saison suivante.
En 1989, Koji Yamamoto devient gérant de l'équipe et remporte son premier titre de Ligue en 1991. Deux ans plus tard, le club retombe à la sixième place, entraînant la démission de son gérant. Depuis, l'équipe ne joue plus les premiers rôles et n'a pas dépassé la quatrième place de la Ligue depuis 1998. Les seize années sans titre depuis 1991 sont la plus longue série en cours dans la Ligue centrale.

## Bilan par saison

Résultats de l'équipe de 1950 à 2008. 1950 - 8e, 1951 - 7e.